# Leonid Kučma
Leonid Danilovič Kučma (9. kolovoza 1938.) bio je zastupnik u Ukrajinskom parlamentu (Verhovnoj Radi) od 1990. do 1992., a 1992. godine postaje ukrajinskim premijerom. Već se iduće godine povlači s te funkcije te se 1994. uspješno kandidira za predsjednika države. Prilikom kandidature glasačima je obećao razviti gospodarstvo u zemlji obnavljanjem veza s Rusijom, te provođenje gospodarskih reformi. Godine 2003. izašla je njegova kontroverzna knjiga «Ukrajina – nije Rusija» koja je kod većeg broja povjesničara pobudila zanimanje u čemu se Ukrajina i Rusija bitno razlikuju.

## Predsjedničko razdoblje
Leonid Kučma 1994. postaje predsjednikom Ukrajine, čiju je dužnost dotad obnašao Leonid Kravčuk. Na početku svoga prvog mandata Kučma sklapa Sporazum o prijateljstvu, suradnji i partnerstvu s Rusijom, te vodi pregovore s državama ZND-a (Zajednice Nezavisnih Država bivšega Sovjetskog Saveza), a to su: Armenija, Azerbajdžan, Bjelorusija, Gruzija, Kazahstan, Kirgistan, Moldavija, Rusija, Tadžikistan i Uzbekistan. Potpisuje i ugovor o partnerstvu s NATO-om te povećava mogućnost ulaska zemlje u alijansu.
Ponovno biva izabran za predsjednika 1999. godine, no popularnost mu naglo pada nakon navodnog sudjelovanja u korupcijskim skandalima, i tada se još više okreće Rusiji kao novom važnom partneru. Često je prozivan za restrikcije novinarske slobode, a protivnici su ga optužili za upletenost u ubojstvo novinara Georgija Gongadzea 2000., što je on zanijekao. Kučmin premijer od 2002. do početka 2005. bio je Viktor Janukovič.

## Predsjednički izbori 2004.
Kučmina uloga u izbornoj krizi 2004. nije u potpunosti jasna. Nakon drugog izbornog kruga ispostavilo se da je proruski predsjednički kandidat Janukovič prevarom pobijedio, te su oporba i strani promatrači odbacili rezultate glasovanja. Ubrzo nakon toga uslijedila je Narančasta revolucija. Tada su Viktor Janukovič i Viktor Medvedčuk, čelni čovjek predsjedničkog ureda, hitno zatražili od Kučme da proglasi alarmantno stanje i podupre Janukovičevu inauguraciju. Kučma je zahtjev odbio nakon razgovora s Vladimirom Putinom, nakon čega ga je Janukovič javno optužio za izdaju. No, usprkos prethodnim potezima, Kučma nije htio službeno udaljiti Janukoviča s premijerskog položaja, čak ni nakon što je vlada izglasala nepovjerenje njegovu kabinetu u prosincu 2004.
Ubrzo nakon tih kriznih događaja Leonid Kučma napušta zemlju, te se ponovno vraća u proljeće iduće godine. Tada ukrajinsko Državno odvjetništvo pokreće kriminalnu istragu protiv njega i članova njegove administracije u vezi s ubojstvom novinara Georgija Gongadzea. 23. siječnja 2005. godine Kučma službeno prestaje obnašati predsjedničku dužnost, a njegovo mjesto preuzima prozapadno orijentirani Viktor Juščenko. 

## Vanjske poveznice
- Ukrajinsko Ministarstvo vanjskih poslova  Arhivirana inačica izvorne stranice od 23. prosinca 2012. (Wayback Machine)
- Vlada Republike Ukrajine
- Službena stranica sadašnjeg predsjednika Viktora Juščenka